# Amtsbezirk Raabs
Der Amtsbezirk Raabs war eine Verwaltungseinheit im Waldviertel in Niederösterreich.
Der Amtsbezirk war der Kreisbehörde in Krems an der Donau unterstellt und besorgte deren Amtsgeschäfte vor Ort. Die Zuständigkeit erstreckte sich neben Raabs an der Thaya auf die damaligen Gemeinden Aigen, Blumau an der Wild, Drösiedl, Drosendorf, Eggersdorf, 
Eibenstein, Ellends, Elsern, Großau, Obergrünbach, Japons, Kollmitzgraben, Ludweis, Modsiedl, Mostbach, Oberndorf bei Raabs, Oedt an der Wild, Unterpertholz, Rabesreith, Radl, Rossa, Schweinburg, Speisendorf, Thuma, Thumeritz, Weikertschlag, Weinern, Wenjapons, Wolfsbach und Zabernreith.
Der Amtsbezirk umfasste dabei 32 Gemeinden mit 13.420 Einwohnern (lt. Zählung von 1851).